# Alexandru Lambrior
Alexandru Lambrior (c. 1845-1883) fue un filólogo y profesor rumano.

## Biografía
Nacido a mediados de la década de 1840, comenzó sus estudios en Iași y los terminó en París después de haber sido profesor durante un tiempo en Botoşani. La filología fue la materia en la que Lambrior destacó. Sus estudios fueron publicados en România, revista filológica de París, y en Convorbiri Literare. Falleció en 1883, el día 20 de septiembre.